# 람사르 습지

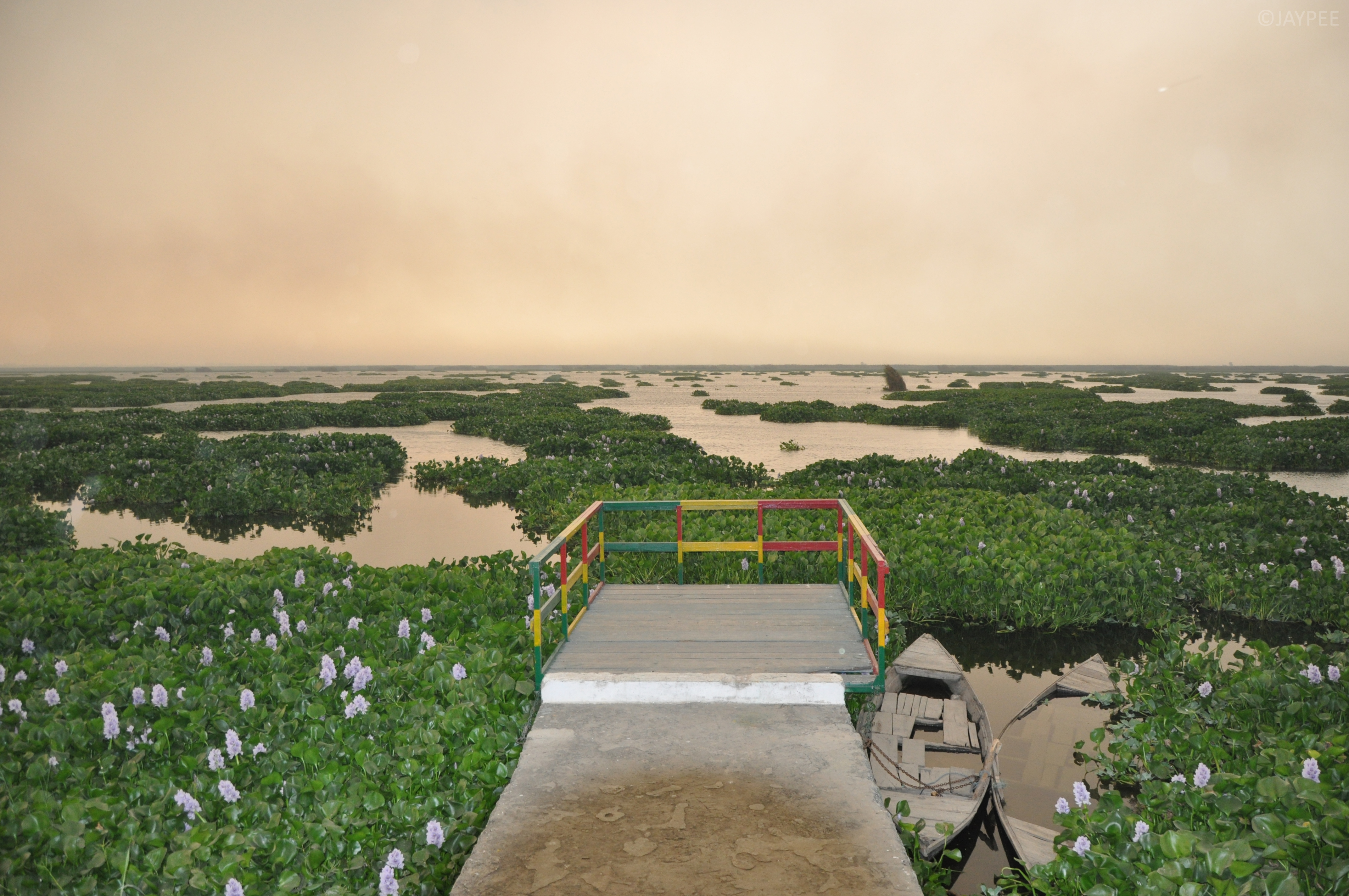
하리케 습지는 인도의 람사르 습지로 등록되었다.

람사르 습지(영어: Ramsar site)는 1971년 2월 2일 이란 람사르에서 유네스코 후원으로 체결된 국제 환경 조약인 "습지 협약"으로도 알려져 있는 람사르 협약에 따라 국제적으로 중요한 습지로 지정된 습지다.

## 목록

### 대한민국의 람사르 등록 습지
대한민국의 람사르 등록 습지는 총 26개소 203,189km2이다. ('25. 3 기준)
국내 람사르 습지등록현황 : 국립생태원 자료
| 지역명(등록명)       | 위치                                                                                    | 면적(㎢) | 등록일자   |
| -------------------- | --------------------------------------------------------------------------------------- | -------- | ---------- |
| 대암산용늪           | 강원 인제군 서화면 심적리 대암산 일원                                                   | 1.360    | 1997.03.28 |
| 우포늪               | 경남 창녕군 대합면·이방면·유어면·대지면 일원                                            | 8.652    | 1998.03.02 |
| 신안장도 산지습지    | 전남 신안군 흑산면 비리 장도(섬) 일원                                                   | 0.090    | 2005.03.30 |
| 제주 물영아리오름    | 제주 서귀포시 남원읍 수망리 수령산 일대 분화구                                          | 0.309    | 2006.11.18 |
| 무제치늪             | 울산 울주군 삼동면 조일리 정족산 일원                                                   | 0.184    | 2007.12.20 |
| 두웅습지             | 충남 태안군 원북면 신두리                                                               | 0.067    | 2007.12.20 |
| 제주 물장오리오름    | 제주 제주시 봉개동                                                                      | 0.628    | 2008.10.13 |
| 오대산 국립공원 습지 | 강원 평창군 대관령면 횡계리 일대(소황병산늪, 질뫼늪), 홍천군 내면 명개리 일대(조개동늪) | 0.018    | 2008.10.13 |
| 강화 매화마름 군락지 | 인천 강화군 길상면 초지리                                                               | 0.003    | 2008.10.13 |
| 제주 1100고지        | 제주 서귀포시 색달동·중문동~제주시 광령리                                               | 0.126    | 2009.10.12 |
| 제주 동백동산 습지   | 제주 제주시 조천읍 선흘리                                                               | 0.590    | 2011.03.14 |
| 고창 운곡습지        | 전북 고창군 아산면 운곡리                                                               | 1.797    | 2011.04.06 |
| 한강밤섬             | 서울 영등포구 여의도동                                                                  | 0.273    | 2012.06.21 |
| 제주 숨은물뱅듸      | 제주 제주시 애월읍 광령리                                                               | 1.175    | 2015.05.13 |
| 한반도 습지          | 강원 영월군 한반도면                                                                    | 1.915    | 2015.05.13 |
| 순천 동천하구        | 전남 순천시 도사동, 해룡면, 별량면 일원                                                 | 5.399    | 2016.01.20 |
| 고양 장항습지        | 경기 고양시 신평동, 장항동 일원                                                         | 5.956    | 2021.05.21 |
| 순천만·보성갯벌      | 전남 순천시 별량면·해룡면·도사동 일대, 전남 보성군 벌교읍 해안가 일대                   | 35.500   | 2006.01.20 |
| 무안갯벌             | 전남 무안군 해제면·현경면 일대                                                          | 35.890   | 2008.01.14 |
| 서천갯벌             | 충남 서천군 서면, 유부도 일대                                                           | 15.300   | 2010.09.09 |
| 고창·부안갯벌        | 전북 부안군 줄포면·보안면, 고창군 부안면·심원면 일대                                    | 45.500   | 2010.12.13 |
| 증도갯벌             | 전남 신안군 증도면 증도 및 병풍도 일대                                                  | 31.300   | 2011.09.01 |
| 송도갯벌             | 인천 연수구 송도                                                                        | 6.110    | 2014.07.10 |
| 대부도갯벌           | 안산 단원구 대부남동 일원                                                               | 4.530    | 2018.10.25 |
| 돌리네 습지          | 문경시 산북면 우곡리                                                                    | 0.494    | 2024.02.07 |
| 평두메 습지          | 광주광역시 북구 화암동                                                                  | 0.023    | 2024.05.13 |